# Abdurahim Laajab
Abdurahim Laajab (Oslo, 21 maggio 1985) è un ex giocatore di calcio a 5 e calciatore norvegese, di ruolo pivot, e attaccante del Grei.

## Biografia
È soprannominato Ibba. Hassan El Fakiri, calciatore professionista, è un suo amico di famiglia.

## Caratteristiche tecniche
Tommy Bottenvik, suo allenatore ai tempi del Sørumsand, aveva definito il suo potenziale "incredibile" ed il suo tocco di palla "magico".

## Carriera
Ha cominciato la carriera con la maglia dello Skeid, formazione della città di Oslo all'epoca militante nella 1. divisjon. Ha debuttato in campionato il 26 ottobre 2003: è stato titolare nella sconfitta per 2-0 sul campo dell'Hønefoss. Il 9 maggio 2004 ha segnato la prima rete nella 1. divisjon, nella sconfitta casalinga per 3-4 contro lo Strømsgodset. Ha vestito la casacca dello Skeid fino ad agosto 2005, quando è stato ceduto al Drøbak/Frogn con la formula del prestito. Sempre nel 2005, Laajab è stato in ritiro prestagionale con il Rosenborg a La Manga del Mar Menor.
Nel 2006 è passato al Sørumsand, a causa del poco spazio riservatogli allo Skeid. Il 3 febbraio 2006 è passato in prestito per 18 mesi ai tedeschi del Borussia Mönchengladbach II, formazione amatoriale della prima squadra omonima. Terminato il prestito, è tornato allo Skeid nel 2007 e ha terminato la stagione in squadra.
Nel 2008, si è trasferito al Notodden. Ha debuttato il 6 aprile, nella sconfitta per 3-1 sul campo dell'Haugesund. Il 27 aprile ha segnato un gol nel 2-1 inflitto al Sandnes Ulf. È rimasto in forza al Notodden per un biennio, passato interamente in 1. divisjon: nel solo campionato ha totalizzato 10 reti in 43 partite disputate. Al termine del campionato 2009, la sua squadra è retrocessa nella 2. divisjon.
Nel 2010 è passato al Mjøndalen. Il primo match con questa maglia è arrivato il 5 aprile, nella sconfitta per 2-1 contro il Nybergsund-Trysil (dove ha segnato su calcio di rigore). La squadra ha chiuso la stagione al 10º posto in classifica, con Laajab che ha chiuso con lo score di 9 reti in 27 partite.
Nel 2011, ha firmato per lo Strømmen. Il 3 aprile ha esordito in squadra nel successo per 1-2 sul campo del Randaberg: Laajab, schierato dal primo minuto, ha realizzato la rete che ha garantito il successo alla sua squadra. Nel campionato 2011 ha disputato 24 partite, mettendo a referto 7 reti: lo Strømmen ha raggiunto la salvezza a scapito dell'Asker in virtù dei migliori risultati nello scontro diretto, poiché entrambe le squadre hanno chiuso l'annata a quota 34 punti.
Il 6 gennaio 2012 ha firmato un contratto triennale con il Vålerenga. Il 25 marzo 2012 ha così potuto esordire nell'Eliteserien, massima divisione locale: Laajab ha sostituito Kristofer Hæstad nella vittoria casalinga per 2-1 sull'Haugesund. Il 9 maggio ha realizzato l'unica rete con questa maglia, contribuendo alla vittoria per 0-3 sul campo della sua ex squadra dello Skeid.
Il 31 agosto 2012, è passato in prestito allo Stabæk fino al termine della stagione. Il 3 settembre ha giocato la prima partita per questa squadra, sostituendo Veigar Páll Gunnarsson nella sconfitta casalinga per 0-2 contro il Rosenborg. Al termine del campionato, lo Stabæk è retrocesso in 1. divisjon e Laajab ha fatto ritorno al Vålerenga. In questa parentesi, Laajab ha giocato 5 partite, tutte in campionato.
L'11 febbraio 2013, si è trasferito a titolo definitivo al Bodø/Glimt, formazione a cui si è legato con un contratto dalla durata triennale. Ha debuttato in squadra il 17 aprile successivo, impiegato titolare nella vittoria per 3-1 sull'Ullensaker/Kisa. Il 15 aprile ha realizzato la prima rete, nella sconfitta per 2-1 in casa del Sandefjord. Al termine della stagione, il Bodø/Glimt ha vinto il campionato e ha centrato così la promozione nell'Eliteserien.
Il 21 aprile 2014 ha realizzato la prima rete nella massima divisione norvegese, siglando un gol nel pareggio per 2-2 contro il Rosenborg. Ha chiuso la stagione con 13 reti in 30 presenze, con cui ha contribuito alla salvezza del Bodø/Glimt.
Il 25 febbraio 2015, Laajab è stato ufficialmente acquistato dai cinesi dell'Hebei China Fortune, formazione militante nella China League One, secondo livello del campionato locale. Le cifre del trasferimento non sono state rese note, ma il dirigente del Bodø/Glimt Bjørn Tore Hansen ha confermato che una certa somma era finita nelle casse del club norvegese. Laajab ha firmato un contratto biennale con il nuovo club. Ha esordito in squadra il 14 marzo, schierato titolare nella sconfitta interna per 0-1 contro il Beijing Technology. Il 25 aprile ha segnato la prima rete, nella vittoria per 2-3 sul campo del Tianjin Quanjian. Al termine del campionato, ha conquistato la promozione assieme al resto della sua squadra. Laajab ha contribuito a questo risultato con 30 presenze e 7 reti. L'11 febbraio 2016, il suo procuratore Atta Aneke ha confermato che il giocatore aveva rescisso il contratto che lo legava al club.
Il 1º marzo 2016, sul proprio profilo su Twitter, Laajab ha ufficializzato il suo trasferimento allo Yokohama FC, compagine giapponese militante nella J2 League.
Il 25 agosto 2022 ha fatto ritorno in Norvegia, per giocare con la maglia del Lyn.

## Statistiche

### Presenze e reti nei club
Statistiche aggiornate al 3 novembre 2016.
| Stagione                      | Club                          | Campionato                    | Campionato | Campionato | Coppe nazionali | Coppe nazionali | Coppe nazionali | Coppe continentali | Coppe continentali | Coppe continentali | Supercoppe | Supercoppe | Supercoppe | Totale | Totale |
| Stagione                      | Club                          | Comp                          | Pres       | Reti       | Comp            | Pres            | Reti            | Comp               | Pres               | Reti               | Comp       | Pres       | Reti       | Pres   | Reti   |
| ----------------------------- | ----------------------------- | ----------------------------- | ---------- | ---------- | --------------- | --------------- | --------------- | ------------------ | ------------------ | ------------------ | ---------- | ---------- | ---------- | ------ | ------ |
| 2003                          | Skeid                         | 1D                            | 2          | 0          | CN              | ?               | ?               | -                  | -                  | -                  | -          | -          | -          | 2+     | 0+     |
| 2004                          | Skeid                         | 1D                            | 9          | 2          | CN              | ?               | ?               | -                  | -                  | -                  | -          | -          | -          | 9+     | 2+     |
| gen.-ago. 2005                | Skeid                         | 1D                            | 7          | 0          | CN              | ?               | ?               | -                  | -                  | -                  | -          | -          | -          | 7+     | 0+     |
| ago.-dic. 2005                | Drøbak/Frogn                  | 2D                            | ?          | ?          | CN              | -               | -               | -                  | -                  | -                  | -          | -          | -          | ?      | ?      |
| feb.-giu. 2006                | Borussia M'gladbach II        | OL                            | 1          | 0          | -               | -               | -               | -                  | -                  | -                  | -          | -          | -          | 1      | 0      |
| 2006-gen. 2007                | Borussia M'gladbach II        | RL                            | 0          | 0          | -               | -               | -               | -                  | -                  | -                  | -          | -          | -          | 0      | 0      |
| Totale Borussia M'gladbach II | Totale Borussia M'gladbach II | Totale Borussia M'gladbach II | 1          | 0          |                 | -               | -               |                    | -                  | -                  |            | -          | -          | 1      | 0      |
| 2007                          | Skeid                         | 1D                            | 16         | 1          | CN              | 1+              | 0+              | -                  | -                  | -                  | -          | -          | -          | 17+    | 1+     |
| Totale Skeid                  | Totale Skeid                  | Totale Skeid                  | 34         | 3          |                 | 1+              | 0+              |                    | -                  | -                  |            | -          | -          | 35+    | 3+     |
| 2008                          | Notodden                      | 1D                            | 24         | 8          | CN              | ?               | ?               | -                  | -                  | -                  | -          | -          | -          | 24+    | 8+     |
| 2009                          | Notodden                      | 1D                            | 19         | 2          | CN              | 1+              | 0+              | -                  | -                  | -                  | -          | -          | -          | 20+    | 2+     |
| Totale Notodden               | Totale Notodden               | Totale Notodden               | 43         | 10         |                 | 1+              | 0+              |                    | -                  | -                  |            | -          | -          | 44+    | 10+    |
| 2010                          | Mjøndalen                     | 1D                            | 27         | 9          | CN              | 3               | 1               | -                  | -                  | -                  | -          | -          | -          | 32     | 10     |
| 2011                          | Strømmen                      | 1D                            | 24         | 7          | CN              | 2               | 1               | -                  | -                  | -                  | -          | -          | -          | 26     | 8      |
| gen.-ago. 2012                | Vålerenga                     | ES                            | 6          | 0          | CN              | 2               | 1               | -                  | -                  | -                  | -          | -          | -          | 8      | 1      |
| ago.-dic. 2012                | Stabæk                        | ES                            | 5          | 0          | CN              | -               | -               | UEL                | -                  | -                  | -          | -          | -          | 5      | 0      |
| 2013                          | Bodø/Glimt                    | 1D                            | 26         | 17         | CN              | 3               | 2               | -                  | -                  | -                  | -          | -          | -          | 29     | 19     |
| 2014                          | Bodø/Glimt                    | ES                            | 30         | 13         | CN              | 3               | 0               | -                  | -                  | -                  | -          | -          | -          | 33     | 13     |
| Totale Bodø/Glimt             | Totale Bodø/Glimt             | Totale Bodø/Glimt             | 56         | 30         |                 | 6               | 2               |                    | -                  | -                  |            | -          | -          | 62     | 32     |
| 2015                          | Heibei CFFC                   | L1                            | 30         | 7          | CC              | 1               | 0               | -                  | -                  | -                  | -          | -          | -          | 31     | 7      |
| 2016                          | Yokohama FC                   | J2                            | 40         | 18         | CI+CdL          | 2               | 2               | -                  | -                  | -                  | -          | -          | -          | 42     | 20     |
| 2017                          | Yokohama FC                   | J2                            | 41         | 25         | CI              | 0               | 0               | -                  | -                  | -                  | NYC        | 1          | 1          | 42     | 26     |
| 2018                          | Yokohama FC                   | J2                            | 39+1       | 18         | CI              | 0               | 0               | -                  | -                  | -                  | -          | -          | -          | 40     | 18     |
| 2019                          | Yokohama FC                   | J2                            | 36         | 18         | CI              | 1               | 0               | -                  | -                  | -                  | -          | -          | -          | 37     | 18     |
| feb.-ago. 2020                | Yokohama FC                   | J1                            | 1          | 0          | CdL             | 2               | 0               | -                  | -                  | -                  | -          | -          | -          | 3      | 0      |
| Totale Yokohama FC            | Totale Yokohama FC            | Totale Yokohama FC            | 157+1      | 79         |                 | 5               | 2               |                    | -                  | -                  |            | 1          | 1          | 164    | 82     |
| ago.-dic. 2020                | Omiya Ardija                  | J2                            | 13         | 1          | -               | -               | -               | -                  | -                  | -                  | -          | -          | -          | 13     | 1      |
| 2021                          | Omiya Ardija                  | J2                            | 22         | 3          | CI              | 0               | 0               | -                  | -                  | -                  | -          | -          | -          | 22     | 3      |
| Totale Omiya Ardija           | Totale Omiya Ardija           | Totale Omiya Ardija           | 35         | 4          |                 | 0               | 0               |                    | -                  | -                  |            | -          | -          | 35     | 4      |
| Totale                        | Totale                        | Totale                        | 419+       | 149+       |                 | 21+             | 7+              |                    | -                  | -                  |            | 1          | 1          | 441+   | 157+   |

## Palmarès

### Club

#### Competizioni nazionali
- 1. divisjon: 1

Bodø/Glimt: 2013